# Усть-Імалка
Усть-Іма́лка (рос. Усть-Ималка) — село у складі Ононського району Забайкальського краю, Росія. Входить до складу Імалкинського сільського поселення.

## Населення
Населення — 159 осіб (2010; 372 у 2002).
Національний склад (станом на 2002 рік):
- буряти — 61 %
- росіяни — 30 %